# Vlag van Pays de la Loire

Onofficiële vlag van Pays de la Loire

Logovlag van Pays de la Loire

De onofficiële vlag van Pays de la Loire combineert heraldische symbolen van de traditionele provincies en regio's op haar grondgebied. De linkerhelft is identiek aan het wapenschild van de provincie Maine (een blauw veld half met gouden fleur-de-lys binnen een rode rand, en een witte leeuw in het kanton), en vertegenwoordigt Maine en Anjou. In de rechterhelft symboliseert het hermelijnenpatroon de traditioneel Bretonse delen van de regio, waaronder de hoofdstad Nantes; het wordt omgeven door een blauwe golvende rand. De golvende blauwe rand doet denken aan de Atlantische Oceaan. In het midden staat het symbool van de Vendée: een kroon boven twee in elkaar gestrengelde harten.
De vlag is in 1976 ontworpen door heraldist Hervé Pinoteau, en werd in oktober 1986 gehesen op het gebouw van de regionale raad in Nantes. Hoewel Pays de la Loire haar eigen vlag heeft, gebruikt ook de logovlag.

Vlag van Maine
Vlag van Anjou
Vlag van het hertogdom Bretagne
Traditionele vlag van Vendée